# Stefan Siller
Stefan Siller (* 1950 in Herford) ist ein deutscher Journalist und ehemaliger Radiomoderator.

## Leben
Siller absolvierte nach dem Abitur am Friedrichs-Gymnasium Herford ein Volontariat bei der Neuen Westfälischen. Anschließend studierte er Politik und Journalistik in Berlin. Für den Sender Freies Berlin war er als Moderator und Autor tätig. 1978 kam Siller zum damaligen Süddeutschen Rundfunk nach Stuttgart.
Für den damaligen Radiosender SDR 3 entwickelte und moderierte Siller zusammen mit Thomas Schmidt die Hörer-Hitparadensendung Top Tausend X (1989). Von 1988 bis 2015 war Siller Redakteur und Moderator der Talksendung Leute, die er im Wechsel mit Wolfgang Heim moderierte. Leute lief bis 1998 auf SDR 3 und ist seit der Fusion von Süddeutschem Rundfunk und Südwestfunk auf dem angestammten Sendeplatz montags bis freitags sowie sonntags von 10 bis 12 Uhr im Hörfunkprogramm SWR1 Baden-Württemberg zu hören. In Leute werden sowohl prominente als auch der breiten Öffentlichkeit unbekannte Personen interviewt. Siller beendet seine Tätigkeit beim SWR mit Jahresende 2015. In seiner letzten Sendung am 23. Dezember wurde er von seinem Kollegen Wolfgang Heim interviewt. Seine Nachfolgerin im Team von Leute ist Nicole Köster.
Seine Biografie Neugierig … auf Leute und die ganze Welt erschien am 16. Dezember 2015 als E-Book und am 11. Januar 2016 als gebundene Ausgabe.

## Werke
- Top Tausend X. Mit Thomas Schmidt. Factor-Verlag, Stuttgart 1989, ISBN 3-925860-23-1.
- SWR1 Leute. Mit Wolfgang Heim und Frank Paul Kistner. Edition Braus, Heidelberg 2005, ISBN 3-89904-175-5.
- Die Winzer vom Vulkan. Mit Frank Paul Kistner. Edition Braus, Heidelberg 2007, ISBN 3-89904-278-6.
- Neugierig ... auf Leute und die ganze Welt. Klöpfer & Meyer Verlag, Stuttgart 2016, ISBN 9783863514167.